# Anna Strolenberg
Anna Strolenberg (Utrecht, 23 luglio 1995) è una politica olandese, europarlamentare per Volt Europa dal 2024.

## Biografia
Strolenberg ha studiato amministrazione pubblica e scienze dell'organizzazione all'Università di Utrecht, conseguendo successivamente un master in gestione pubblica e politica internazionale presso l'Università Erasmus di Rotterdam. È stata portavoce della stampa per la ONG VluchtelingenWerk Nederland.

## Carriera politica
Strolenberg è membro di Volt dal 2020 e ha iniziato la propria carriera nel partito come responsabile della campagna elettorale. I temi cui pone maggiore attenzione sono il futuro della nutrizione, una politica giusta per i rifugiati e una maggiore partecipazione di giovani e donne in politica.
Alle elezioni europee del 2024 nei Paesi Bassi  è stata la capolista di Volt insieme a Reinier van Lanschot: entrambi sono stati eletti al parlamento europeo, rendendola la più giovane deputata olandese.

## Vita privata
Strolenberg vive a Rotterdam.